# Paracilicaea pubescens
Paracilicaea pubescens is een pissebed uit de familie Sphaeromatidae. De wetenschappelijke naam van de soort is voor het eerst geldig gepubliceerd in 1840 door Henri Milne-Edwards.